# Centene Corporation
Centene Corporation — компания США, оказывающая услуги медицинского страхования и обслуживания. Штаб-квартира компании располагается в Сент-Луисе, штат Миссури. Обслуживает 25,5 млн клиентов, помимо США работает в Испании, Великобритании и Словакии. В списке крупнейших публичных компаний мира Forbes Global 2000 за 2021 год компания заняла 207-е место (52-е по обороту, 353-е по чистой прибыли, 522-е по активам и 484-е по рыночной капитализации). Fortune поместил компанию на 24-е место в списке крупнейших компаний США и на 57-е место в мире. Входит в пятёрку крупнейших страховых компаний мира по размеру страховых премий.
Компания была основана в 1984 году в Милуоки (Висконсин) как некоммерческая организация. В 1996 году главным исполнительным директором стал Майкл Найдорф (Michael F. Neidorff). В следующем году была реорганизована в Centene Corporation со штаб-квартирой в Сент-Луисе, в 2001 году разместила свои акции на Нью-Йоркской фондовой бирже. В 2004 году выручка компании достигла 1 млрд долларов. С 2011 года начала оказывать услуги медицинского обслуживания в исправительных учреждениях. К 2013 году выручка выросла до 10 млрд долларов, а количество клиентов — до 2,7 млн. В 2020 году за 17,3 млрд долларов поглотила компанию WellCare, увеличив выручку и количество клиентов в полтора раза. В начале 2021 года за 2,2 млрд долларов была куплена компания Magellan Health.
Выручка за 2020 год составила 111 млрд долларов (в 2019 году 75 млрд), из этой суммы 100 млрд пришлось на страховые премии; выплаты на медицинское обслуживание составили 86 млрд.